# Amiskwia

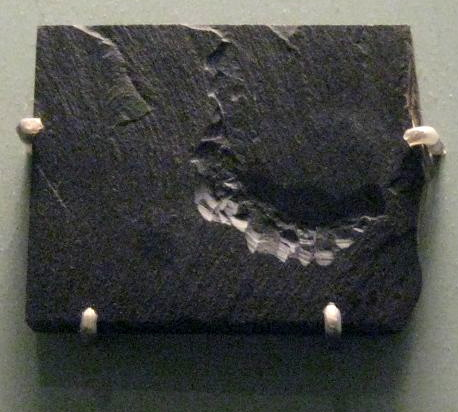
Amiskwia

Amiskwia är en liten, mycket tidig livsform i kladen gnathifera. De saknade hårt skelett vilket gör att de sällan bevarats i fossil.